# Dioscoreophyllum
Dioscoreophyllum es un género  de plantas   perteneciente a la familia Menispermaceae. Nativo del África ecuatorial tropical. Comprende 13 especies descritas y de estas, solo 3 aceptadas.

## Taxonomía
El género fue descrito por Adolf Engler y publicado en Die Pflanzenwelt Ost-Afrikas C: 181. 1895. La especie tipo es: Dioscoreophyllum volkensii Engl.

## Especies aceptadas
A continuación se brinda un listado de las especies del género Dioscoreophyllum aceptadas hasta enero de 2014, ordenadas alfabéticamente. Para cada una se indica el nombre binomial seguido del autor, abreviado según las convenciones y usos.
- Dioscoreophyllum cumminsii (Stapf) Diels
- Dioscoreophyllum gossweileri Exell
- Dioscoreophyllum volkensii Engl.